# Jayamukti (Cikarang Pusat)
Jayamukti is een bestuurslaag in het regentschap Bekasi van de provincie West-Java, Indonesië. Jayamukti telt 23.273 inwoners (volkstelling 2010).